# Chi : Une vie de chat
Chi : Une vie de chat (チーズスイートホーム, Chīzu suīto hōmu, Chi's Sweet Home) est une série de mangas écrite et dessinée par Konami Kanata. Elle est prépubliée entre 2004 et 2015 dans le magazine seinen Morning de l'éditeur Kōdansha, et est compilée en un total de douze tomes. Une histoire courte nommée Chi : C'est mon prénom (チーのなまえ, Chi no namae) est sortie en juillet 2008 au Japon. La version française est éditée en intégralité par Glénat sous le label Kids. L'histoire courte est sortie en octobre 2013.
Une adaptation en série télévisée d'animation, produite par le studio Madhouse, est diffusée entre mars 2008 et septembre 2009. Une OAV d'environ treize minutes est également sortie au Japon le 22 mars 2011. Une nouvelle série télévisée en 3DCG intitulée Chi mon chaton (こねこのチー ポンポンらー大冒険, Koneko no Chi ponponra daibōken) est diffusée sur la chaîne japonaise TV Tokyo du 2 octobre 2016 au 24 septembre 2017. Une seconde saison de 25 épisodes est ensuite diffusée entre avril et septembre 2018. Une adaptation en manga de quatre tomes, Chi mon chaton (今日のこねこのチー, Kyō no koneko no Chi, Today's Chi's Sweet Adventure), est publiée entre 2017 et 2018 par Kōdansha au Japon, puis en 2018 par Glénat dans les pays francophones.

## Synopsis
Un chaton femelle gris et blanc tigré de noir déambule loin de sa mère et du restant de la portée alors qu'il se promenait dehors avec sa famille. Perdu, le chaton cherche à retrouver sa famille mais à la place il rencontre un jeune garçon, Yohei, et sa mère. Ils emmènent le chaton chez eux, mais les animaux ne sont pas autorisés dans leur immeuble, ils essayent alors de lui trouver un nouveau foyer. Mais cela se révèle être une tâche difficile, et la famille décide finalement de garder le chaton, en le baptisant « Chi ». Finalement, ils trouvent un autre immeuble, où les chats sont autorisés. Un jour, Yohei aperçoit une affiche de recherche à l'effigie de Chi. Alors, la famille hésite à rendre Chi...
Chaque épisode de ces livres sont différents, mais suivent malgré tout les aventures amusantes d'un chaton innocent et naïf.

## Personnages
- Chi (チー, Chī?)

Petit chaton femelle qui ne se soucie de rien et apprend quelque chose du monde chaque jour. Elle rencontre de nombreux amis avec qui elle s'amuse. Naturellement joyeuse, elle est aussi drôle et naïve.
Nom : Yamada (anciennement Suzuki)
Prénom: Chi (anciennement Sara)
Espèce et race : Chat american shorthair.
Sexe : femelle
Pelage : blanc et tigré gris
- Yohei (ヨウヘイ, Yōhei?)

C'est un petit garçon d'environ cinq ans, qui est la personne la plus proche de Chi. Parfois ils se chamaillent, mais restent finalement de très bons amis. Ils se comprennent très bien.
Nom : Yamada
Prénom : Yohei
Espèce : humaine
Sexe: homme
- Maman (おかあさん, Okāsan?)

Maman de Yohei, très douce, elle prend soin des deux enfants.
Nom : Yamada
Prénom : Miwa
Espèce : humaine
Sexe : femme
- Papa (おとうさん, Otōsan?)

Papa de Yohei, il prend soin des deux enfants.
Nom : Yamada
Prénom : Kento
Espèce : humaine
Sexe : homme
- Minou (ヒグマ猫, Higuma Neko?)

Un chaton au début inflexible, mais que Chi a su charmer. Ils deviennent bons amis, et finalement, Minou songe à habiter chez Chi, car il était errant. Il est aussi très dominant, et aime s'occuper de son territoire. Il dort dans un carton, et domine le parc en restant toute la journée en hauteur sur la fontaine principale.
Nom : inconnu
Prénom : Minou
Espèce : chat Bobtail Japonais
Sexe : mâle
Pelage : blanc et marron-chocolat, noir. Il a la queue courte
- Madame Tricolore (三毛猫おばさん, Mikeneko Obasan?)

Chatte que l'on rencontre souvent dans le parc et elle connaît la vraie famille de Chi. Elle est très sympathique. Chi l'a surnommée "Madame Tricolore" pour rigoler.
Nom : inconnu
Prénom : Miké
Espèce : chat
Sexe : femelle
Pelage : tricolore
- Juri (ジュリ, Juri?)

Cousine de Yohei.
Nom : Yamada
Prénom : Juri
Espèce : humaine
Sexe : femme
- Alice (アリス, Arisu?)

Chatte voisine de Chi, elle est gracieuse et très élégante. Ses instincts de chat reprennent parfois le dessus malgré elle.
Nom : Ijuin
Prénom : Alice
Espèce et race : chat Scottish Fold
Sexe : femelle
- Noiraud

C'est l'un des meilleurs amis de Chi. Il est très intelligent, arrive parfois à comprendre ce que disent les humains, il sent le danger et la pluie arriver. Il est très fort en chasse, et aime rapporter des "proies", comme des lézards ou des insectes en cadeau à ses maîtres pour les remercier de le nourrir. Il est serviable, et aime bien aider ses amis.
Nom: Inconnu
Prénom: Noiraud
Espèce et race: chat Bobtail Japonais
Sexe: Mâle
Pelage: Noir et blanc, il a la queue courte.
- La mère de Chi .

La mère de Chi est une chatte toute grise et tigrée. Elle aime beaucoup ses trois petits, et fait sans cesse preuve d'une extrême douceur et gentillesse en leur compagnie.
(Normalement, Chi doit s'appeler « Sara », c'est le nom que lui ont donné ses vrais maîtres et sa mère.)
Dans le tome 12, lorsque Chi se souvient de tout et qu'elle revient à sa vraie maison, sa mère est très contente. Mais on peut voir qu'elle ne veut qu'une chose : que sa fille soit heureuse, même loin d'elle. C'est pourquoi elle accepte de la laisser partir en France avec les Yamada. Mais sa mère est tranquille, car elle préfère qu'elle soit heureuse loin d'elle, plutôt qu'elle soit triste mais près d'elle; comme Chi elles se ressemblent finalement, et elle possède en elle un cœur d'or.
Nom: Suzuki
Prénom: Marie
Espèce et race : american shorthair
Sexe: Femelle
- Le frère et la sœur de Chi

Ils sont très joueurs, très joyeux et rient à longueur de journée. Ils ont une grande ressemblance, et Minou n'arrive pas à les distinguer. Noiraud les confond souvent.
Nom: Suzuki
Prénoms: Anne et Terry
Espèce et race : chatons american shorthair
Sexe: Anne, femelle. (C'est elle qui ressemble le plus à Chi.) Terry, mâle. (Comme sa mère, Marie, il est entièrement rayé)

## Manga
Le manga est écrit et illustré par Konami Kanata et publié dans le magazine Morning entre 2004 et 2015. Le premier volume relié est sorti le 22 novembre 2004. À partir du troisième volume relié, les tomes japonais sortent en édition normale et limitée.

## Anime
La série animée est dirigée par Mitsuyuki Masuhara et réalisée par Madhouse, le premier épisode a été diffusé le 31 mars 2008 et le dernier le 25 septembre 2008 sur TV Tokyo. Les épisodes ont une durée de trois minutes et correspondent chacun à un chapitre du manga. Le générique du début est Ouchi ga ichiban (おうちがいちばん) de Satomi Kōrogi. La seconde saison, intitulée Chi's Sweet Home: New Address (チーズスイートホーム あたらしいおうち, Chi's Sweet Home: Atarashii Ouchi), a été diffusée entre le 30 mars et le 24 septembre 2009. Chacune de ces deux saisons compte 104 épisodes. En novembre 2013, l'éditeur Glénat annonce une diffusion de la série à la télévision française,. Celle-ci est diffusée depuis septembre 2014 sur Piwi+ dans un format remonté comprenant deux saisons de 26 épisodes.
Une nouvelle série télévisée 3DCG est diffusée sur la chaîne japonaise TV Tokyo à partir du 2 octobre 2016. Intitulée Koneko no Chi Ponponra Daibōken, cette adaptation est réalisée par Kiminori Kusano. Cet anime est diffusé en France dès septembre 2017 sur Piwi+.

### Doublage
| Personnages | Personnages | Voix japonaises | Voix françaises    |
| ----------- | ----------- | --------------- | ------------------ |
| Chi         | Chi         | Satomi Kōrogi   | Fanny Bloc         |
| Yohei       | Yohei       | Etsuko Kozakura | Sauvane Delanoë    |
| Papa        | Papa        | Noriko Hidaka   | Emmanuel Fouquet   |
| Maman       | Maman       | Hidenobu Kiuchi | Marie Nonnenmacher |

## Produits dérivés

### Jeu vidéo
Un jeu vidéo de type simulation de vie est sorti le 4 septembre 2008 sur Nintendo DS au Japon.

### Autres
Plusieurs goodies sont commercialisés par l'éditeur Glénat, ainsi qu'une série d'albums illustrés pour les plus jeunes.